# Hexanaccital
Hexanaccital liknar Fibonaccital, men istället för att börja med två förutbestämda termer, startar talföljden med sex förutbestämda termer och varje term efteråt är summan av de sex föregående termerna.
De första hexanaccitalen är:
0, 0, 0, 0, 0, 1, 1, 2, 4, 8, 16, 32, 63, 125, 248, 492, 976, 1936, 3840, 7617, 15109, 29970, 59448, 117920, 233904, 463968, 920319, 1825529, 3621088, 7182728, 14247536, 28261168, 56058368, 111196417, 220567305, 437513522, 867844316, 1721441096, 3414621024, … (talföljd A001592 i OEIS)